# Alcalde de San Salvador
El Alcalde de San Salvador es el cargo más importante del gobierno municipal de la ciudad de San Salvador. También es la alcaldía más importante de El Salvador, ya que posee dos títulos: capital de la República y, al mismo tiempo, cabecera departamental del departamento de San Salvador. Por lo mismo y por los procesos históricos-sociales de El Salvador, esta ciudad es la más importante económica, demográfica y políticamente hablando de toda la República De El Salvador .

## Funciones
El alcalde municipal se encarga de la administración edilicia de la ciudad y es, por antonomasia, el que preside dentro del concejo municipal de la Ciudad de San Salvador. Es también el comandante en jefe del Cuerpo de Agentes Metropolitanos (CAM), policía municipal encargada de velar por el orden público y los espacios públicos de la ciudad. En su cargo está igualmente regular las tasas de impuestos municipales y es responsable de proyectos de infraestructura municipal, mantenimiento de áreas públicas, realizar los servicios públicos y velar por el bienestar de los capitalinos.

## Alcalde actual
El alcalde actual es Mario Durán, desde el 1 de mayo de 2021. El primer periodo de tres años para el que fue electo comenzó el 1 de mayo de 2021 y finalizó el 30 de abril de 2024. El segundo periodo consecutivo al que fue electo inició el 1 de mayo de 2024 y finalizará el 30 de abril del año 2027.

### Composición Concejo Municipal 2024-2027
Para este periodo actual el Concejo Municipal de San Salvador Centro, que es el órgano colegiado encargado de la administración y gobierno de un municipio y cuya función principal es representar los intereses de la comunidad, promover el desarrollo local y garantizar la prestación de servicios municipales; está integrado de la siguiente manera:
| Cargo                     | Titular                             | Grupo        |
| Alcalde                   | Mario Edgardo Durán Gavidia         | Nuevas Ideas |
| Síndico Municipal         | Beatriz Leonor Flamenco de Cañas    | Nuevas Ideas |
| 1er. Regidor Propietario  | Michelle Alejandra Castro Amaya     | Nuevas Ideas |
| 2do. Regidor Propietario  | Fátima Esmeralda Villanueva Asencio | Nuevas Ideas |
| 3er. Regidor Propietario  | Carlos Rolando Villalta Ortega      | Nuevas Ideas |
| 4to. Regidor Propietario  | Francisco Garay Solórzano           | Nuevas Ideas |
| 5to. Regidor Propietario  | Gustavo Ignacio Calvo Mayoral       | Nuevas Ideas |
| 6to. Regidor Propietario  | Rafael Alejandro Nochez Solano      | ARENA        |
| 7mo. Regidor Propietario  | Erick Orlando Contreras Pineda      | ARENA        |
| 8vo. Regidor Propietario  | José Simón Paz                      | FMLN         |
| 9no. Regidor Propietario  | Liliana Marcel Andrade García       | FMLN         |
| 10mo. Regidor Propietario | José Andrés Hernández Ventura       | PDC          |

## Historia

### Fundación y primeros alcaldes
Cuando el 6 de junio de 1524 llegó el capitán Pedro de Alvarado al territorio de señorío de Cuscatlán encontró una cultura bien establecida. Los aborígenes, nuestros antecedentes, tenían gobierno, religión y una lengua, el nahuát, requisitos básicos forjadores de cultura en cualquier grupo humano del mundo. La primera villa de San Salvador, fue fundada el primero de abril de 1525, fue destruida por los aguerridos cuzcatlecos defendiendo la libertad y soberanía de su pueblo, los constantes ataques y destrucción de cultivos no hicieron progresar ese primer intento de colonizar el territorio de los pipiles. En 1528 sería refundada por Diego de Alvarado, y sus primeros alcaldes ordinarios fueron Antonio de Salazar y Juan de Aguilar.
En el año de 1529, eran alcaldes de la villa Antonio Docampo y Sancho de Figueroa, y Regidores Alonso de Oliveros, Alonso de Villalta, Pedro de Lyaño , García de Contreras, Juan de Quintanilla, Pedro Serón , Alguacil Mayor Diego de Alvarado. El primer cura que tuvo la villa de San Salvador fue el Padre Pedro Ximenez, quien estuvo en fundaciones eclesiásticas en agosto de 1529. Los fundadores de la villa de San Salvador de la Bermuda, se pueden mencionar algunos de los 73 españoles que fundaron y poblaron la villa de San Salvador, en el sitio que llamaron la Bermuda, al sur de Suchitoto, el historiador Salvadoreño Jorge Larde y Larín, se han esforzado en reconstruir, con auxilio de documentos y testimonios, la nómina siguiente, en la cual mencionan a algunos españoles: Juan de Aguilar, García de Alfaro, Pedro Alonso, Alonso de Alvarado, Diego de Alvarado, Juan de Arévalo, Pedro de Arévalo.
Gestión de título de ciudad, la villa de San Salvador envió, el año de 1546, a Alonso de Oliveros como procurador ante la corte de España a gestionar,
entre otras cosas, el título de ciudad. Fue en compañía de Hernán de Soto Mayor quien iba enviado por las autoridades de Guatemala con el fin de gestionar
algunas granjerías para ciudad. La gestión de Oliveros tuvo éxito y así el 27 de septiembre de 1546 expidió la cédula real en la cual se otorgaba el título de ciudad a la villa de San Salvador. Cédula que titula ciudad a la villa de San Salvador. Según el profesor Lardé, la ciudad de San Salvador tenía en 1575, 700 habitantes españoles. Las casa de la población eran de construcción sólida de ladrillo, cal y canto, maderas y de tejas. “En la ciudad de San Salvador, de ciento cincuenta vecinos españoles, las casas son de tapia cubiertas de tejas; hay un convento de la orden de Santo Domingo que tenía siete u ocho frailes y también hay un convento de nuestra orden de San Francisco”.
En el año de 1579, San Salvador envió un contingente de tropas hacia el pueblo de Acajutla, pedido por la Real Audiencia, para cambiar al pirata inglés Francis Drake, quien pasando por el Estrecho de Magallanes dirigió sus asaltos a los puertos del Pacífico: El Callao, Guayaquil, Panamá, El Realejo y Acajutla.

### Creación de la alcaldía mayor
La real cédula en la cual se ordenaba el nombramiento de justicia mayor para la provincia de San Salvador se cumplió en el año 1580, fue nombrado para el cargo Juan Cisneros de Reinosa, con las funciones de alcalde mayor (nombrado directamente por el Rey); cargo que no debe confundirse con el de alcalde de la ciudad (que eran los alcaldes ordinarios), el alcalde mayor presidiría las reuniónes del ayuntamiento de San Salvador, y también tendría bajo su jurisdicción las provincias de los ayuntamiento de San Miguel (por un tiempo el de Jérez de Choluteca) y el de San Vicente. A su vez, es de mencionar que en ese entonces los alcaldes tenían también la función de jueces; los alcaldes ordinarios tenían las funciones de jueces de primera instancia y de jueces de paz; mientras que los alcaldes mayor tendrían la función de jueces de segunda instancia.
A mediados del siglo XVII el principal producto agrícola de San Salvador era el añil, en segundo orden, el cacao, y ya poseían grandes hatos de vacunos, caballar y mular.
El 7 de enero de 1779 el ayuntamiento de la ciudad de San Salvador envió al monarca español una memoria en donde mencionan las obras llevadas a cabo por el alcalde mayor Manuel Fadrique y Goyena; en dicha memoria mencionan que el alcalde mayor instauró el estanco del cultivo del tabaco, se empedraron las plazas y calles de San Salvador, se dio más impulso al cultivo del añil, se reformó el fisco para aumentar los ingresos públicos, se reparó el acueducto que abastecía de agua a la capital, se construyó el edificio de la alcaldía, se organizaron los batallones de milicianos y se establecieron escuelas para que los naturales aprendieran la doctrina cristiana.
En la descripción Geográfica Moral de la provincia de San Salvador en la Diócesis de Guatemala, el Arzobispo Pedro Cortés y Larraz, se refiere a la ciudad de San Salvador en los siguientes términos: “La ciudad de San Salvador está situada en la llanura o falda de un volcán. Está la ciudad en hermosa disposición con calles bien formadas, buenas casas y plazas; no obstante se ven varios edificios arruinados, por causa de los terremotos, o porque hay mucha gente pobre y ociosa; pues se compone, de toda especie de españoles, ladinos y mulatos, entre los cuales hay muchos vagos y haraganes”.

### Época de la Independencia
El 5 de noviembre de 1811, la ciudad de San Salvador fue dignó escenario del acontecimiento que marcó el inicio de las luchas por la independencia de España en toda Centroamérica . Después de meses de ardua preparación y juntas secretas, a las cuatro de la mañana de ese memorable día, el padre José Matías
Delgado repicó las campanas de la Iglesia de la Merced convocando a los conjurados. A partir del 5 de noviembre de 1811, se inició en toda Centroamérica un período de persecuciones y encarcelamientos contra los ciudadanos patriotas. En las cárceles había muchos hombres que ansiaban la libertad . En San Salvador, pese a ese clima de represión, los conciliábulos, conjuras y movimientos continuaron, agregándose más contingentes humanos a la lucha patriótica.
Desde el momento en que se supo, por medio de correo extraordinario, que en Guatemala se había firmado la independencia de Centro América del dominio
español, el 15 de septiembre de 1821, la capital salvadoreña se llenó de entusiasmo y regocijo como nunca antes se había visto . El día 21 del mismo mes
repicaron las campanas de los templos, hubo música. El pueblo veía realizado uno de sus más caros anhelos después de once años de lucha. Ese día memorable, en la historia de San Salvador, el intendente don. Gabino Gainza y el alcalde primero don. Casimiro García Valdeabellano, convocaron al ayuntamiento en pleno, jefes militares, al señor cura, rector y vicario, a los prelados regulares, a los vecinos principales de todas clases y a todo el vecindario. En seguida a petición del pueblo, el jefe político Gainza, tomó el juramento al alcalde primero Casimiro García Valdeavellano, quien lo hizo, solemnemente
por Dios Nuestro Señor la Santa Cruz y los Santos Evangelios de guardar y hacer guardar la independencia, ser fieles a la monarquía americana, observar el
gobierno que se establezca y las leyes que se sancionan. El 22 de septiembre de 1821 juraron la independencia todos los miembros del ayuntamiento, corporaciones, empleados y oficinistas en actos revestidos de gran pompa y solemnidad. El día 29 de septiembre continuó la fiesta del pueblo, el 30 de septiembre se celebró una misa solemne de Acción de Gracias, todo el pueblo entero juró la
independencia; en todos los actos estuvo presente el vicario, José Ignacio Saldaña.

### Después de la Independencia
Poco después de la independencia la política de San Salvador ofrecía un aspecto de regularidad, se circunscribía a pocas manzanas inmediatas a la plaza mayor como se llamaba entonces a la Plaza de Armas y a la Plazuela de Santo Domingo, la población se hallaba unida en barrio El Calvario, que era el más populoso, Candelaria, La Vega, hoy San Salvador. La Ronda, hoy Concepción; San José y Santa Lucia. Era una población de muchos topes y de calles muy angostas mal empedradas. De 1822 a 1832 se carece de datos con relación a los gobiernos municipales de San Salvador. A partir de 1850 vuelve a implantarse en San Salvador el sistema de un solo alcalde . Los Alcaldes llegan de uno a uno hasta los años actuales.
Falta mencionar el barrio San Esteban, uno de los primeros siete barrios capitalinos. Su Alcalde de Barrio, hacia 1864, fue Asunción Meza.
En 1849 se emitió un acuerdo municipal, mediante el cual se aprueba la nomenclatura para San Salvador. En cuanto al primer alcalde de San Salvador se
dio en 1520, un año antes de la declaración de independencia de Centro América, desempeñaban el gobierno edilicio de la ciudad de San Salvador como alcalde
Ordinario de primera vara, Licenciado don, Mariano Gómez, como Alcalde segunda vara, Manuel Novales.

### sigloXX
En 1912 se adaptó la Bandera Nacional, la cual a la fecha se conserva como uno de los símbolos patrios representativos del país; de igual manera el Himno
Nacional, el Bálsamo como el árbol nacional y el Maquilishuat como la flor nacional. Fue en el año de 1951, que la Alcaldía Municipal de San Salvador comenzó a desempeñar el rol que le corresponde en lo relacionado con la presentación de un servicio social a la comunidad, dado que la administración presidencial del Coronel Oscar Osorio le dio la debida importancia, porque se pusieron en circulación los primeros camiones recolectores de basura en forma masiva en toda la capital, con el apoyo incondicional de países amigos como Japón, Alemania y Estados Unidos, porque en ese entonces una de las principales limitaciones que enfrentaban las municipales era de carácter financiero, el cual influía grandemente en factibilizar programas y proyectos si no se contaba con la ayuda de países amigos.
En 1964 los servicios municipales tuvieron serias dificultades para cubrir el aumento cuantitativo que creaba el crecimiento poblacional y físico de la ciudad de San Salvador, por la escasa colaboración de parte del Gobierno Central en convertir las municipalidades en instrumento de desarrollo; en colaboradores para la promoción de cambios estructurales revolucionarios en ese campo. En esa época el gobierno Central no alcanzaba a comprender los beneficios que proporcionaría a la comunidad la conversión de las municipalidades en agentes de desarrollo, ya que esto conllevaría a atender de mejor manera la macroproblemática del país dejando a criterio de los gobiernos locales la solución de sus propios problemas, para lo cual requerían contar con dos elementos fundamentales: primero con fortalecimiento económico y segundo con la liberación política y administrativa de los mismos. Fue en ese entonces que se separaron las funciones administrativas de la Alcaldía de San Salvador, creando el Departamento de catastro, el cual se encarga de revisar, modificar, incorporar y levantar un censo comercial de todos aquellos ciudadanía a un Cabildo Abierto en agosto de 1997. El Cabildo Abierto fue una institución del régimen colonial y que con la vigencia del Código Municipal dicha, Institución se recuperó formalmente en la mayoría de municipalidades del país, esto no ocurrió así en San Salvador hasta que el Gobierno Municipal hizo la convocatoria aludida.
Las principales decisiones para abrir el proceso participativo fueron tres: realizar el Cabildo, dividir para ello el municipio en seis zonas de modo que se realizara un Cabildo en cada una y hubiera mayor participación y más contacto del Gobierno con la gente y formar en cada zona una mesa de concertación.
El Concejo Municipal había tomado la decisión de asignar a cada zona aproximadamente ¢1,300,000.00 ($ 60.000.00) para un promedio de 60 comunidades. Las primeras mesas zonales transitorias de concertación se instalaron entre septiembre y diciembre de 1997. Se realizaron tres sesiones por zona: la primera para detectar y priorizar problemas y alternativas de solución, la segunda para decidir en qué proyectos se invertiría el fondo municipal disponible y la tercera de seguimiento de los proyectos aprobados. Dadas las enormes necesidades de la mayoría de comunidades y lo limitado del presupuesto, la definición de proyectos se basó en ciertos criterios definidos por la entonces Gerencia de Promoción Social. Que se trate de una solución que le corresponda dar a la Alcaldía.

### Alcaldes de San Salvador desde 1964
Desde 1964, las personas siguientes fueron alcaldes de San Salvador:
| Nombre                      | Período   | Partido |
| --------------------------- | --------- | ------- |
| José Napoleón Duarte        | 1964-1970 | PDC     |
| Carlos Herrera Rebollo      | 1970-1974 | PDC     |
| José Antonio Morales        | 1974-1976 | PDC     |
| José Napoleón Gómez         | 1976-1978 | PCN     |
| Hugo Guerra y Guerra        | 1978-1979 | PCN     |
| Julio Adolfo Rey Prendes    | 1979-1981 | PDC     |
| José Alejandro Duarte Durán | 1982-1985 | PDC     |
| José Antonio Morales        | 1985-1988 | PDC     |
| Armando Calderón Sol        | 1988-1994 | ARENA   |
| Mario Valiente              | 1994-1997 | ARENA   |
| Héctor Silva                | 1997-2003 | FMLN    |
| Carlos Rivas Zamora         | 2003-2006 | FMLN    |
| Violeta Menjívar            | 2006-2009 | FMLN    |
| Norman Quijano              | 2009-2015 | ARENA   |
| Nayib Bukele                | 2015-2018 | FMLN    |
| Ernesto Muyshondt           | 2018-2021 | ARENA   |
| Mario Durán                 | 2021-2027 | NI      |

### Resultados municipales
|  | 48.45 % |

|  | 29.01 % |

|  | 46.81 % |

|  | 40.69 % |

|  | 56.31 % |

|  | 39.02 % |

|  | 49.57 % |

|  | 41.78 % |

|  | 44.98 % |

|  | 44.95 % |

|  | 49.83 % |

|  | 46.50 % |

|  | 63.40 % |

|  | 32.94 % |

|  | 50.37 % |

|  | 47.11 % |

|  | 61.29 % |

|  | 27.61 % |

|  | 56.11 % |

|  | 35.70 % |

|  | 51.08 % |

|  | 20.61 % |

### Resultados presidenciales
|  | 56.15 % |

|  | 30.86 % |

|  | 66.12 % |

|  | 33.88 % |

|  | 50.98 % |

|  | 27.28 % |

|  | 54.47 % |

|  | 38.43 % |

|  | 51.59 % |

|  | 48.41 % |

|  | 48.47 % |

|  | 41.78 % |

|  | 55.60 % |

|  | 44.40 % |

|  | 51.32 % |

|  | 38.23 % |

|  | 73.84 % |

|  | 8.74 % |